# Xã Dayton, Quận Newaygo, Michigan
Xã Dayton (tiếng Anh: Dayton Township) là một xã thuộc quận Newaygo, tiểu bang Michigan, Hoa Kỳ. Năm 2010, dân số của xã này là 1.949 người.